# Im Hagen 25 (Gernrode)

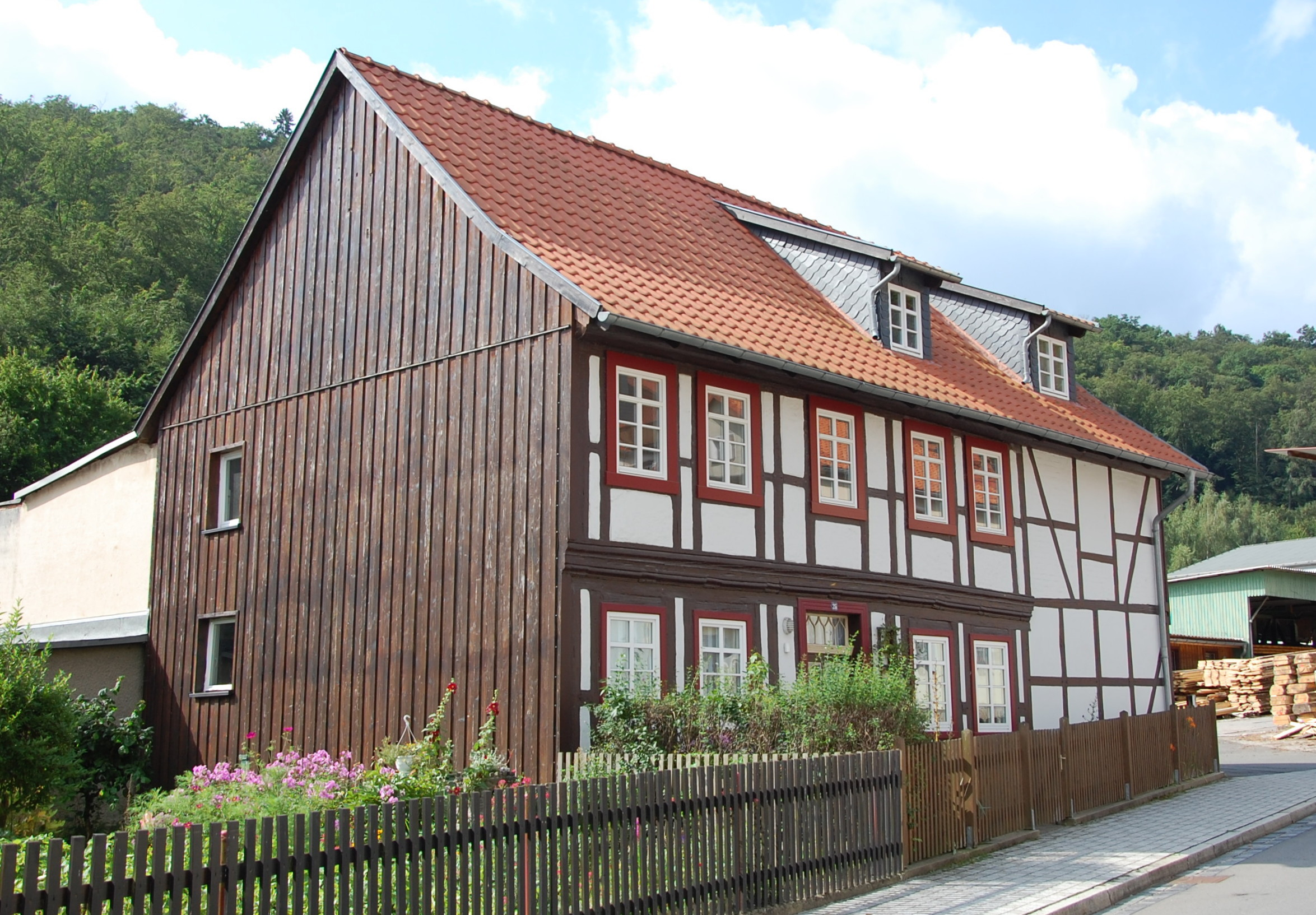
Haus Im Hagen 25

Das Haus Im Hagen 25 ist ein denkmalgeschütztes Gebäude in dem zur Stadt Quedlinburg in Sachsen-Anhalt gehörenden Ortsteil Stadt Gernrode.

## Lage
Das Haus befindet sich südlich der Gernröder Altstadt auf der Südseite der Straße Im Hagen und ist im örtlichen Denkmalverzeichnis als Wohnhaus eingetragen.

## Architektur und Geschichte
Das zweigeschossige Fachwerkhaus entstand im ersten Viertel des 18. Jahrhunderts. Die Stockschwelle ist als Gurtgesims gestaltet. Das Fachwerk wurde in Form des Ständerrhythmus ausgeführt.